# Pussy Galore
Pussy Galore is de persoonlijke piloot van Auric Goldfinger in het boek Goldfinger uit de reeks boeken over James Bond. In de gelijknamige film uit 1964 wordt zij gespeeld door Honor Blackman. Naast persoonlijke piloot is zij ook leidster/eigenaar van Pussy Galores Flying Circus, een team piloten dat alleen uit vrouwen bestaat.
Als Bond gevangen wordt genomen door Goldfinger wordt hij naar Amerika gebracht door Pussy Galore. Als hij in het vliegtuig bijkomt is het eerste wat hij ziet een vrouw die zich voorstelt als Pussy Galore (letterlijk: poesje in overvloed). Zijn reactie: "I must be dreaming". Pussy reageert niet op Bonds charmes. Volgens het boek is ze lesbisch. Op de ranch van Goldfinger in Amerika weet Bond haar te verleiden waardoor hij een bericht kan doorgeven aan M om Goldfingers plannen te stoppen.
Schrijver Fleming schreef in juni 1959 in een brief dat Galore alleen maar de juiste man nodig had om te genezen van haar psycho-pathologische aandoening, duidend op haar lesbische geaardheid.
In het boek van Anthony Horowitz Trigger Mortis keert ze terug, waarbij ze wordt ontvoerd, maar door Bond weer wordt gered.